# Matyas Szabo
Matyas Szabo (ur. 19 sierpnia 1991 w Braszowie) – niemiecki szablista pochodzenia rumuńskiego, dwukrotny medalista mistrzostw świata.
W 2010 roku zdobył złoto drużynowo na mistrzostwach świata juniorów w Baku. Na rozgrywanych rok później mistrzostwach świata juniorów w Jordanii zwyciężył indywidualnie i drużynowo.
Podczas mistrzostw świata w Antalyi w 2014 roku Niemcy w składzie: Max Hartung, Nicolas Limbach, Matyas Szabo i Benedikt Wagner zdobyli złoty medal w turnieju drużynowym. Na mistrzostwach świata w Moskwie rok później razem z kolegami z reprezentacji zdobył brązowy medal.
Wystartował na igrzyskach olimpijskich w Rio de Janeiro w 2016 roku, gdzie był ósmy w turnieju indywidualnym. Brał też udział w igrzyskach olimpijskich w Tokio w 2020 roku, gdzie indywidualnie był trzynasty, a drużynowo zajął czwarte miejsce. Na igrzyskach w Paryżu doszedł do ćwierćfinału, gdzie przegrał 15:14 z Ziadem El-Sisi.
Zdobył drużynowo brązowy medal na mistrzostwach Europy w Legnano (2012). Drużynowo zdobył następnie złote medale na mistrzostwach Europy w Montreaux (2015) i mistrzostwach Europy w Düsseldorfie (2019) oraz brązowe na mistrzostwach Europy w Strasburgu (2014) i mistrzostwach Europy w Novim Sadzie (2018). 
Zdobył również brązowy medal drużynowo na igrzyskach europejskich w Krakowie (2023). 
Jego rodzice: Vilmoș Szabo i Reka Szabo także byli szermierzami.